# Hieracium leucophaeum
Hieracium leucophaeum es una especie de planta con flor del género Hieracium, de la familia Asteraceae, orden Asterales.

## Taxonomía
Fue descrita científicamente por Gren. y Godron.
Tratamiento taxonómico
La especie aparece registrada en una sección de la publicación Fl. France Corse.